# Erich Hoffmann
Erich Hoffmann (Witzmitz, 8 maggio 1868 – Bonn, 8 maggio 1959) è stato un dermatologo tedesco.

## Biografia
Studiò medicina presso l'Accademia Militare di Berlino, e in seguito fu professore presso le università di Halle e Bonn.
Hoffmann è ricordato per le sue ricerche eseguite insieme con lo zoologo Fritz Schaudinn (1871-1906) presso la clinica Charité di Berlino. Nel 1905 Schaudinn e Hoffmann scoprirono il batterio responsabile della sifilide, una spirale a forma di spirochete chiamata Treponema pallidum. L'organismo è stato rimosso da una papula nella vulva di una paziente con la sifilide secondaria. I due medici documentarono le loro scoperte in un trattato intitolato Vorläufiger Bericht über das Vorkommen von Spirochaeten in syphilitischen Krankheitsprodukten und bei Papillome.
Hoffmann lasciò la Germania durante il periodo del nazionalsocialismo, ma ritornò a Bonn dopo la guerra e istituì un laboratorio. Alla fine del 1940 pubblicò due libri sulla sua vita nel campo della medicina, dal titolo "Wollen und Schaffen" e "Ringen um Vollendung".